# Gongpoquansaurus
Gongpoquansaurus („ještěr z Kung-pcho-čchüan (angl. Gongpoquan)“) byl rod vývojově primitivního (bazálního) hadrosauroidního ornitopodního dinosaura z období rané křídy (geologický věk alb, asi před 112 až 100 miliony let), žijícího na území dnešní severní Číny (provincie Kan-su).

## Popis
Fosilie tohoto dinosaura byly vykopány roku 1992 ze sedimentů souvrství Čung-kou (skupina Sin-min-pao, lokalita IVPP 9208–21) nedaleko města Ma-cung-šan (angl. Mazongshan) a sestávají z téměř kompletní lebky i částí postkraniální kostry. Katalogové označení fosilie je IVPP V.11333. Typový a jediný známý druh Gongpoquansaurus mazongshanensis byl formálně popsán roku 2014, jako Probactrosaurus mazongshanensis však již roku 1997.

## Systematické zařazení
Druh G. mazongshanensis představuje sesterský taxon k čeledi Hadrosauridae a byl blízce příbuzný druhům Bactrosaurus johnsoni, Arstanosaurus akkurganensis nebo Equijubus normani.